# Ceratocolax euthynni
Ceratocolax euthynni är en kräftdjursart som beskrevs av Vervoort 1965. Ceratocolax euthynni ingår i släktet Ceratocolax och familjen Bomolochidae. Inga underarter finns listade i Catalogue of Life.